# تل عين نفيخ
تل عين نفيخ أو عين النفيخ هو موقع أثري في منطقة 100 متر مربع (1,100 قدم2) من الحقل المحروث 300 متر (980 قدم) شرق نهر الليطاني وشمال بلدة رياق وغرب وادي البقاع في لبنان.
تمت دراستها لأول مرة من قبل لورين كوبلاند وبيتر ويسكومب في 1965-1966، عُثر على مجموعة واسعة من المواد من الموقع والمنطقة المحيطة به والمحفوظة الآن في جامعة القديس يوسف في بيروت. تضمنت الأدوات الحجرية من السطح العديد من الشفرات المنجلية القصيرة والواسعة ذات الأسنان الدقيقة مع عدد من الفوقات المتشابكة وإزاميل وفؤوس ومثاقب وسبج وفأس حجري أخضر صغير، وكانت الأواني الفخارية تشبه أواني الفترات الوسطى في جبيل، ولونها مشابهًا لذلك الموجود في أرض طلالي بطبقات حمراء أو سوداء، عُثر على شظايا ناعمة وخشنة ذات العنق المطوق والمتسع والقواعد المسطحة بالإضافة إلى الحواف المقوسة مثل تلك الموجودة في أريحا. وكانت الأواني مزينة بتصميمات مطعونة ومنقوشة، ومضغوطة بالأصابع حول حافتها وتمليسها باليد أو بالقش، أجريت مقارنات مع فترات العصر الحجري الحديث الأوسط والمتأخر في جبيل والتي تبين أن المكان سُكن في عدة مراحل، حيث استخدم الموقع أيضًا في العصر البرونزي والعصر الكلاسيكي، لأن خلال الحفريات عُثر على مواد من هذه المراحل في منطقة واسعة حول الموقع.